# مقاطعة أبيك
مقاطعة أبيك (بالفارسية: شهرستان آبیک) هي إحدى مقاطعات محافظة قزوين في إيران. كان عدد سكان المقاطعة سنة 2006 حوالي 89,334 نسمة.